# Жаклін У
Жаклін У Чиень-ліень (англ. Jacklyn Wu Chien-lien), ім'я при народженні У Цяньлянь (кит. трад. 吳倩蓮, спр. 吴倩莲, піньїнь: Wú Qiànlián; нар. 3 липня 1968, Юаньчан) — тайванська акторка та співачка, що почала свою кар'єру в Гонконгу.

## Біографія

### Раннє життя
У Цяньлянь народилася 3 липня 1968 року в місті Юаньчан та закінчила Тайбейський національний університет мистецтв.

### Кар'єра
У 1990 році розпочалася акторська кар'єра У. На її першу роль Джонні То зняв її з Енді Лау у фільмі «Мить романтики» (1990). Міжнародне визнання У здобула завдяки ролі у повнометражному фільмі режисера Енґа Лі «Їсти, пити, чоловік, жінка» 1994 року, в якому вона зіграла другу з трьох сестер.
Її найвідоміша роль нині — «Вісімнадцять джерел» Ен Хуей (1997), за яку вона отримала Гонконзьку кінопремію в номінації «Найкраща жіноча роль» і нагороду Гонконзького товариства кінокритиків за «Найкращу жіночу роль».
У також знімалася в телевізійних серіалах, вироблених на Тайвані, в материковому Китаї та Сінгапурі. З початку нового тисячоліття її творчий доробок зменшився. Востаннє вона з'явилася в кіно у гонконзькому фільмі «Цзян Ху» 2004 року.

## Дискографія
- Love is Simple (1994)
- Inner Drama (1995)
- Terribly Upset (1995)
- Waiting Because of Love (1995)
- Come Back Home (1996)
- Hope (1997)